# Stanisław Jakub Rostworowski
Stanisław Jakub Rostworowski z Rostworowa herbu Nałęcz (ur. 28 stycznia 1858 Kowalewszczyzna koło Tykocina, zm. 8 września 1888 w Krakowie) – polski arystokrata, artysta malarz, starszy brat wileńskiego architekta Tadeusza Rostworowskiego, ojciec Stanisława – późniejszego generała.
Pochodził z wielkopolskiej rodziny ziemiańskiej, wywodzącej się z dóbr Rostworowo pod Poznaniem. W 1874 r. cała rodzina przeniosła się do Warszawy, po tym jak zlicytowano majątek w Rostworowie. W 1878 r. Stanisław Rostworowski wyjechał do Petersburga studiować w Instytucie Technologicznym. W tym samym czasie, jako wolny słuchacz, brał udział w zajęciach w Akademii Sztuk Pięknych. Rok później, zachęcony przez wykładowców Akademii i przyjęty bez egzaminów, zrezygnował ze studiów technicznych i całkowicie poświęcił się malarstwu. W czasie studiów malował obrazy o tematyce mitologicznej (1883 r. – Patrokles i Achilles nagrodzony małym złotym medalem). Największe uznanie i, jednocześnie, stypendia na kształcenie za granicą, przyniosły mu obrazy o tematyce historycznej. Podróżował do Monachium, Rzymu, Wiednia, gdzie powstały liczne prace. Tworzył też pejzaże, obrazy religijne i portrety. W 1886 r. wrócił do kraju i osiadł w Krakowie. Poślubił hrabiankę Teresę z Lubienieckich herbu Rola (1857–1944). Zmarł młodo w wyniku choroby płuc w 1888 r. w Krakowie, kilka miesięcy po narodzinach syna Stanisława.
Pochowany został na cmentarzu Rakowickim w Krakowie, w kwaterze P.

## Wybrana twórczość
- Iwan Groźny patrzący na pożar Moskwy (namalowany na koniec nauki w petersburskiej kademii – 1884) – w Ermitażu w Petersburgu
- Hołd posłów Jermaka przed Iwanem Groźnym (namalowany na koniec nauki w petersburskiej kademii – 1884) – w zbiorach rosyjskich
- Portret malarza Aleksandra Stankiewicza (namalowany w Rzymie) – w Muzeum Narodowym w Warszawie
- Obrazy: Natura i sztuka, Irydion i Elsinoe przed posągiem Amphilocha, Chrystus uczący Modlitwy Pańskiej, Głowa modlącego się Chrystusa, Ukrzyżowanie (powstały w Rzymie) – Ukrzyżowanie znajduje się w Muzeum Diecezjalnym w Łomży
- Portrety ołówkiem: Adama Chmielowskiego, Jacka Malczewskiego, Kazimierza Pochwalskiego, Wojciecha Kossaka, Piotra Stachiewicza – wszystkie w zbiorach Muzeum Narodowego w Krakowie[4]

Wielkogabarytowy obraz, mierzący 4×5 m, przedstawiający Mojżesza wśród tłumu, został spalony przez Niemców w 1940 r. Płótno znane jest dzisiaj jedynie z archiwalnej fotografii.